# Улица Мечникова (Киев)
У́лица Ме́чникова (укр. Ву́лиця Ме́чникова) — улица в Печерском районе города Киева, местность  Клов. Пролегает от Шелковичной улицы и бульвара Леси Украинки до Кловского спуска.
К улице Мечникова присоединяется улица Леонида Первомайского.

## История
Улица возникла в 1930-х годах XX ст. на месте так называемой Собачей тропы (узкой дорожки от Печерска до Бессарабки, известной с середины XIX ст.). Имела официальное название Кловский бульвар, одновременно сохраняя народное название Собачья тропа (Собачка). С 1938 года носит название в честь И. И. Мечникова (1845—1916), русского учёного-биолога, почётного профессора Императорского университета св. Владимира.

## Памятники и мемориальные доски
- Мемориал жертвам терроризма (возле станции метро «Кловская»)
- Памятник И. П. Павлову (на территории Александровской больницы)
- Мемориальная доска Момотенко Николаю Петровичу (дом № 16)

## Важные учреждения
- Центральная городская клиническая больница (дом № 1)
- Музей инженерной службы АПК (дом 16-А)